# نورمان كولينغز
نورمان كولينغز هو لاعب هوكي جليد كندي، ولد في 6 مايو 1910 في Bradford, Ontario ‏ في كندا، وتوفي في 6 أكتوبر 1975.

## وصلات خارجية
- نورمان كولينغز على موقع دوري الهوكي الوطني (الإنجليزية)
- نورمان كولينغز على موقع قاعة مشاهير الهوكي (لاعب أن.إتش.أل) (الإنجليزية)
- نورمان كولينغز على موقع EliteProspects.com (الإنجليزية)
- نورمان كولينغز على موقع HockeyDB.com (الإنجليزية)
- نورمان كولينغز على موقع Hockey-Reference.com (الإنجليزية)